# Телевидение в Гонконге
Телевещание в Гонконге осуществляется на двух языках — кантонском диалекте и английском. Доступны наземное аналоговое и цифровое телевещание, кабельное телевидение, IPTV и Интернет-вещание. Спутниковое телевидение не так широко распространено, хотя у многих жителей есть спутниковые тарелки и ограниченное число бесплатных доступных кабельных каналов. Ведущий телевещатель Гонконга — телекомпания TVB.

## История вещателей
29 мая 1957 года на территории Гонконга началось вещание телекомпании Rediffusion Television (RTV), которая позже была преобразована в Asia Television (ATV). RTV был изначально платным кабельным телеканалом, однако в 1973 году стал бесплатным телевещателем на кантонском и английском. До 2016 года он оставался основным вещателем, пока Правительство Гонконга не закрыло канал, не продлив его лицензию (в декабре 2017 года интернет-вещание ATV возобновилось)
В 1967 году в Гонконге появился первый коммерческий вещатель Television Broadcasts Limited (TVB), который и по настоящее время остаётся ведущим вещателем страны: он включает в себя множество каналов на кантонском и один канал на английском, обеспечивает аналоговое и цифровое вещание. В 1975—1978 годах в Гонконге действовала сеть Commercial Television, которая прекратила существование из-за банкротства.
Государственным телевещателем является Радио и телевидение Гонконга (RTHK): радиовещание началось в 1949 году, телевещание — в 1976 году (показы передач на TVB, ATV, кабельном телевидении и Now TV). С 2016 года аналоговые частоты ATV принадлежат исключительно RTHK, также у компании есть свои цифровые каналы. В том же году была основана компания HK Television Entertainment (также известна как ViuTV), которая осуществляет цифровое вещание на двух каналах (кантонский и английский). С 2017 года осуществляется вещание Fantastic Television исключительно в цифровом формате.
Интернет-телевидение и VOD представлены оператором Hong Kong Television Network (HKTV), принадлежащим City Telecom и действующим с 2014 года. Услуги интернет-телевидения доступны благодаря Smart TV, телересиверам, ПК, смартфонам и планшетам.
Наиболее рейтинговыми на телевидении являются мыльные оперы, комедийные шоу и стенд-ап шоу среди китайскоговорящих жителей. Управление коммуникациями Гонконга отвечает за нормативный контроль телевещания и простановку рейтингов, а также выход передач и фильмов в эфир.

## Платные сети
- Hong Kong Cable Television[англ.]: принадлежит Wharf Holdings[англ.], включает более 100 каналов на английском, кантонском, путунхуа и других языках
- Now TV[англ.] (PCCW-HKT Interactive Multimedia Services Ltd): 25 бесплатных каналов и более 200 платных каналов на английском (пакеты Supreme Sports Pack, World Entertainment Pack 1 & 2, Movies Pack 1 & 2, International News Pack, Kids Pack, Knowledge Pack), кантонском, путунхуа, японском и корейском (Chinese Movies Pack, Asian Entertainment Pack), пиной (Filipino Pack), французском (French Pack) и индийском (Indian Pack 1-3).
- TVB's MyTV Super

## Спутниковое телевидение
- Phoenix Television[англ.]: вещает на всей территории КНР

## Цифровое наземное телевидение
Несмотря на отсутствие обязательного следования стандартам КНР в области цифрового наземного телевидения, правительство Гонконга приняло в 2004 году стандарт DMB-T/H и отказалось от предложенного DVB-T, который впервые предложили в 1998 году и испытывали в 2000 году. Вещание началось 31 декабря 2007 года в 19:00 по местному времени, когда заработал цифровой передатчик в Чхиваньсань.
С октября 2007 года TVB и ATV договорились о применении видеостандарта MPEG2 для ретрансляции на бесплатных каналах TVB Jade, ATV Home, TVB Pearl и ATV World, а также о применении видеокодека H.264 на всех каналов, занимающихся исключительно цифровым наземным телевещанием. Что касается аудиокодеков, то стандартные DTMB-ресиверы поддерживали кодек MPEG-1 Audio Layer II (MP2) для стереозвука и Dolby AC-3 для объёмного звука 5.1. Спецификация предусматривала использование стандарта разложения 576i для стандартного разрешения экрана и 1080i для телевидения высокой чёткости (частота 50 Гц в обоих случаях).
Все крупные передатчики были установлены к 2008 году, в их зону покрытия вошла территория Гонконга, где проживали 75% населения. В настоящее время цифровое вещание охватывает 99% населения Гонконга. Переход на цифровое вещание произойдёт 1 декабря 2020 года.